# Estacadă
O estacadă este un obstacol plutitor construit din bârne groase de lemn asamblate, pontoane, chesoane și alte mijloace plutitoare legate între ele articulat și care, instalat la intrarea unui port sau între două bazine portuare, împiedică accesul navelor de suprafață inamice. În porturile comerciale, estacade speciale din flotoare asigură închiderea perfectă la suprafața apei a comunicației între un bazin petrolier și restul acvatoriului, în caz de incendiu.
Estacada, ca instalație afectată operațiilor portuare, este o cale de comunicație între un punct de pe țărm și unul situat pe apă, la oarecare distanță de uscat. Este construită dintr-o platformă susținută la înălțimea unei cote neinundabile, printr-un eșafodaj metalic, de lemn sau beton armat. Se disting:
- Estacada de acces, amplasată perpendicular pe malul unei ape, spre a permite accesul la diverse lucrări hidrotehnice;
- Estacada de acostare sau Estacada cheu, construită — asemenea unui cheu — la malul unei ape navigabile fără cheuri, spre a permite acostarea navelor în vederea efectuării operațiilor de încărcare - descărcare, aprovizionare etc.

Estacadă se numește și o platformă așezată pe picioare înalte, pentru a realiza comunicația între două puncte situate deasupra solului sau între un punct de pe sol și altul situat la înălțime.
Alt tip de estacadă este cea folosită pentru a susține conducte care traversează căi de comunicație rutieră (drumuri, șosele) sau cursuri de apă. Estacadele de conducte care traversează drumurile sunt prevăzute cu bariere de înălțime iar pilonii ce susțin estacadele de conducte și care se află aproape de marginea drumului sunt protejați fizic împotriva coliziunii autovehiculelor.